# 拉德羅 (密蘇里州)
拉德羅（英語：Ladero）是位於美國密蘇里州韋恩縣的非建制地區。

## 地理
拉德羅所處的海拔為高於海平面127米（即417英呎），而該地所採用的時區為UTC-6，即北美中部時區（CST）。同時該地設有夏令時間，為UTC-6調快一小時，即UTC-5（CDT）。